# Municipio de Wano (Dakota del Norte)
El municipio de Wano (en inglés: Wano Township) es un municipio ubicado en el condado de LaMoure en el estado estadounidense de Dakota del Norte. En el año 2010 tenía una población de 35 habitantes y una densidad poblacional de 0,38 personas por km².

## Geografía
El municipio de Wano se encuentra ubicado en las coordenadas 46°24′48″N 98°35′58″O / 46.41333, -98.59944. Según la Oficina del Censo de los Estados Unidos, el municipio tiene una superficie total de 93.33 km², de la cual 93,33 km² corresponden a tierra firme y (0 %) 0 km² es agua.

## Demografía
Según el censo de 2010, había 35 personas residiendo en el municipio de Wano. La densidad de población era de 0,38 hab./km². De los 35 habitantes, el municipio de Wano estaba compuesto por el 94,29 % blancos y el 5,71 % eran de una mezcla de razas. Del total de la población el 0 % eran hispanos o latinos de cualquier raza.